# Absint
Absint (francosko absinthe, češko in nemško absinth, špansko absenta) je močna in aromatična žgana pijača z visoko vsebnostjo alkohola (tradicionalno okoli 68 %).
Absint zaznamuje uravnotežena cvetica, rezultat maceracije in destilacije preko desetih različnih vrst zelišč in začimb. Glavni karakter pijači daje uglašeno prepletanje grenkega in trpkega okusa pelina (Artemisia absinthium) ter sladkobnega okusa janeža (Anisum vulgaris).
Pri pravilni pripravi pijače se z raztapljanjem kocke sladkorja s pomočjo močno ohlajene vode smaragdno zelena barva absinta spremeni v osvežilni motni zeleno-beli napitek (sprememba barve v izvirniku: la louche) z blagim in prijetnim vonjem ter okusom.
Absint je znan po svojih »posebnih učinkih«, ki jih lahko ponudi uživalcu. Omogoči razvedritev in poživitev razpoloženja ter lažjo obliko vzhičenosti oziroma evforije, kar je poleg vsebnosti alkohola posledica številnih psihoaktivnih učinkovin, ki jih vsebujejo zelišča, iz katerih je absint proizveden. Pri tako imenovanem sekundarnem efektu je v ospredju predvsem tujon, grenka učinkovina, ki se nahaja v pelinu.
Tudi zato velja absint še danes za pijačo umetnikov, intelektualcev in boemov. Pred širšo prepovedjo absinta v začetku 20. stoletja so se priznani umetniki (Baudelaire, Manet, Verlaine, Arthur Rimbaud, Oscar Wilde, Degas, Henri de Toulouse-Lautrec, Vincent van Gogh, Gauguin, Pablo Picasso in drugi) na tako imenovanih zelenih urah (L'Heure Verte), predajali užitkom, ki jim jih je ponujal absint.
Absint je izjemno primeren tudi za mešanje z drugimi alkoholnimi in nealkoholnimi pijačami. Poznamo ga kot glavno sestavino prvega znanega koktejla imenovanega Sazerac, Ernest Hemingway pa je npr. zelo užival v mešanici absinta in šampanjca. Ta mešanica je po celem svetu priljubljena še danes, predvsem v svetu mode, plesne glasbe in visoke družbe.

## Kratka zgodovina absinta
Leta 1792 je dr. Pierre Ordinaire v francoskem delu Švice destiliral močno 68 % žgano pijačo, ki je vsebovala pelin, janež in druga zelišča. Pijačo je poimenoval »zdravilo za vse bolezni«, kmalu pa je postala zelo priljubljena, zato so jo začeli pod vzdevkom zelena vila (La Fée Verte) destilirati še drugi okoliški destilerji. Leta 1797 je Henri-Louis Pernod odprl prvo komercialno destilarno absinta.
V zadnjem desetletju 19. stoletja se je val hedonizma razširil po vsej Franciji, pariški Montmartre pa je dal, skupaj z ulico rdečih luči in popularnim kabarejem Moulin Rouge, absintu, ki je dobil tudi sloves afrodizijaka, prav posebno mesto.
Leta 1912 se je v Franciji prodalo 220.000.000 litrov absinta, istega leta pa so ga prepovedali v ZDA. Leta 1915 je pod pritiski vinarske industrije absint prepovedala še Francija. Do leta 1920 so absint prepovedali tudi v mnogih drugih evropskih državah.
Po tem, ko je bil absint v večini evropskih držav zaradi napačne interpretacije raziskav o njegovi škodljivosti prepovedan več kot pol stoletja, so nekateri posamezniki leta 1998 dosegli sprejem zakonodaje, ki dovoljuje legalno prodajo absinta v EU.

## Absint v Sloveniji
V Sloveniji so že tradicionalno prisotni napitki iz pelina, vendar pa se je glede na nekatere zgodovinske vire pravi absint prvič pojavil v Sloveniji po letu 1809, ko so ozemlja na tem področju postala del Ilirskih provinc in so ga pod francosko upravo sem prinesli francoski uradniki. Slovenija je z vstopom v EU in prevzemom njene zakonodaje dovolila prodajo in proizvodnjo absinta, zato so se tudi v Sloveniji že pojavili prvi proizvajalci.